# 朝日町立西五百川小学校
朝日町立西五百川小学校（あさひちょうりつにしいもがわしょうがっこう）は山形県西村山郡朝日町にある公立小学校。

## 概要
朝日町の西部（最上川域の西側）を西五百川小学校を学区としている。

## 所在地
- 山形県西村山郡朝日町大字常盤い181-1

## 沿革
- 1874年（明治7年） - 水口村観音堂に水口学校として開校
- 1875年（明治8年） - 八ツ沼学校を開設(後に三中（みなか）学校に改称）
- 1879年（明治12年） - 常盤村沢田に校舎を新築し、常盤学校に改称。大舟木に松程学校大舟木支校を開設。
- 1888年（明治21年） - 常盤尋常小学校に改称
- 1892年（明治25年） - 西五百川尋常高等小学校に改称
- 1941年（昭和16年） - 西五百川国民学校に改称
- 1946年（昭和21年） - 西五百川村立西五百川小学校に改称。中学校も併設。
- 1950年（昭和24年） - 西五百川村立西五百川中学校と分離
- 1954年（昭和29年）11月1日 - 町村合併により朝日町立西五百川小学校に改称。
- 1995年（平成7年）3月 - 三中分校が閉校
- 1998年（平成10年）3月 - 大舟木分校が閉校
- 2001年（平成13年）3月 - 立木小学校が閉校に伴い、西五百川小学校へ統合

## 学区
- 常盤、夏草、西船渡、八ツ沼、能中、高田、長沼、石須部、太郎（第一、第二、第三）、松程、大船木、今平、立木、白倉地区[3]
  - かつては立木小学校があったが、児童数減少に伴い閉校となり西五百川小学校に統合された。

## 児童数
| 年度 | 男子 | 女子 | 計  |
| ---- | ---- | ---- | --- |
| 2011 | 38   | 32   | 70  |
| 2010 | 40   | 33   | 73  |
| 2009 | 48   | 33   | 81  |
| 2008 | 51   | 34   | 85  |
| 2007 | 52   | 37   | 89  |
| 2006 | 60   | 37   | 97  |
| 2005 | 62   | 42   | 104 |
| 2004 | 62   | 41   | 103 |
| 2003 | 68   | 51   | 119 |
| 2002 | 63   | 54   | 117 |

## 卒業後
- 朝日中学校へ進学する。